# ژوزه د آنچیتا

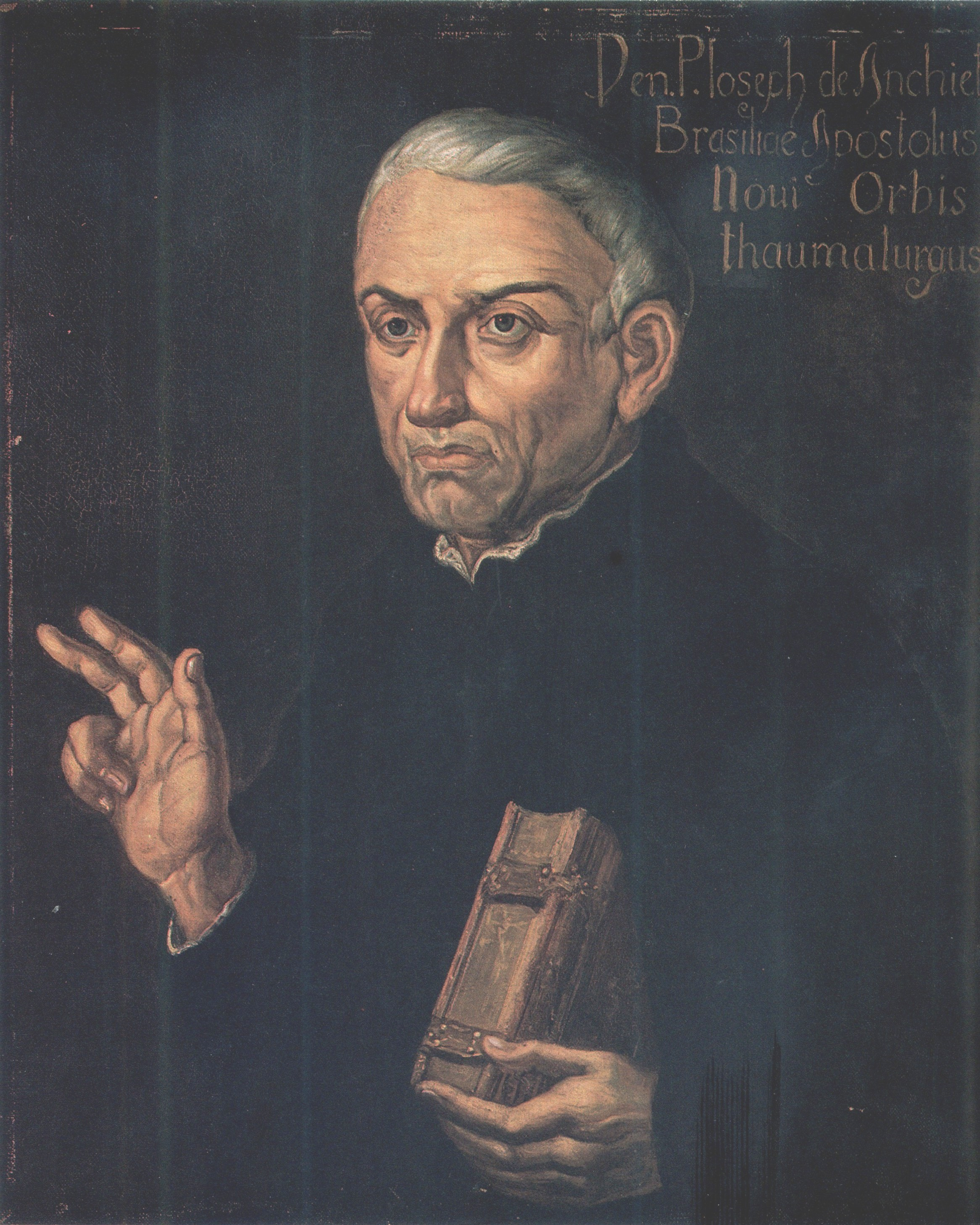
ژوزه د آنچیتا

ژوزه د آنچیتا (به اسپانیایی: José de Anchieta) مبلغ یسوعی اسپانیایی در کشور برزیل بود. وی در تاریخ ۱۹ مارس ۱۵۳۴ در تنریف به دنیا آمد. او به دانشگاه کویمبرا پرتغال، فرستاده شده و در ۱۵۴۸ وارد انجمن عیسی مسیح وجود دارد شده و به عنوان یک مبلغ به برزیل، جایی که او در سال ۱۵۹۷ درونش درگذشت فرستاده شد. او بنیان‌گذار شهر سائوپائولو و یکی از بنیانگذاران شهر ریو دو ژانیرو بود. او در سال ۱۵۹۷ درگذشت. این یک قدیس در سال ۲۰۱۴ توسط پاپ فرانسیسکو اعلام شد.

## مأموریت در برزیل

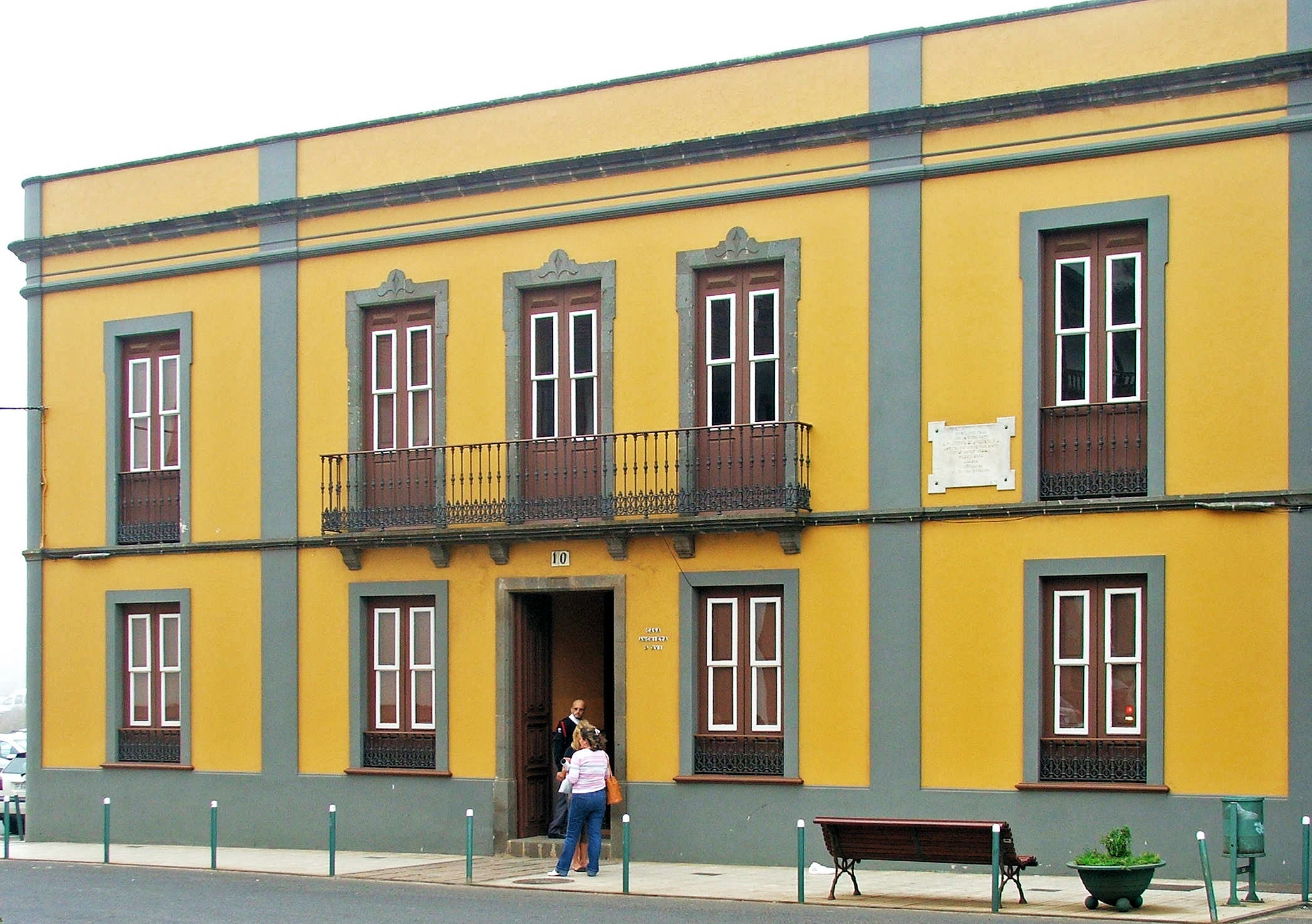
خانه خوزه د آنچیتا در سان کریستبال د لا لاگونا (تنریفه)

در سال ۱۵۵۳، یسوعی‌ها آنچیتا را، در میان سومین گروه از اعضای خود که به مستعمره پرتغال برزیل فرستاده شدند، قرار دادند با این باور که در آب و هوای آنجا او سلامت خود را باز یابد. پس از یک سفر خطرناک و غرق شدن کشتی، آنچیتا و گروه کوچکش از بازماندگان به سائو ویسنچه رسیدند. این اولین روستایی بود که توسط پرتغالی‌ها در برزیل تأسیس شد. در آنجا او اولین تماس خود را با سرخپوستان تاپویا، که در آن منطقه ساکن بودند، برقرار کرد.
در اواخر سال ۱۵۵۳، مانوئل دا نوبرگا، اولین مقام یسوعی در برزیل، ۱۳ یسوعی از جمله آنچیتا را برای صعود از سیرا دو مار به فلاتی در امتداد رودخانه تیته فرستاد.